# Josef Rostislav Stejskal
Josef Rostislav Stejskal (27. dubna 1894 Hostkovice – 18. září 1946 Prešov) byl český římskokatolický reformistický kněz, později spoluzakladatel, duchovní a biskup Církve československé (husitské), teolog, publicista, editor, profesor Vysoké školy bohovědné CČS v Praze.

## Život
Středoškolská studia na Slovanském gymnáziu v Olomouci ukončil maturitou v roce 1914 a po absolvování olomoucké bohoslovecké fakulty (1914–1918) byl 5. července 1918 olomouckým arcibiskupem kardinálem Lvem Skrbenským z Hříště vysvěcen na kněze. Následně působil v letech 1918–1919 jako kaplan-kooperátor v obci Německá Libina (dnes Libina, Olomoucký kraj).
Po delší dovolené a úvahách o svém dalším studiu (práv, případně sociologie) se 8. ledna 1920 v Praze zúčastnil valného sjezdu Klubu reformních kněží, v jehož průběhu byla ustavena Církev československá. Navázal spolupráci s pozdějším prvním patriarchou CČS(H) ThDr. Karlem Farským, 8. února 1920 se stal členem nové církve a na Moravu se vrátil již jako její duchovní – zakladatel několika budoucích náboženských obcí. Jeho prvním působištěm se nejprve stala bohoslužebná střediska Vacanovice a Grygov (první polovina roku 1920), v následujícím necelém roce vykonával duchovenskou službu v Olomouci a krátce také v Kroměříži, odkud ho v druhé polovině roku 1921 povolal ke službě v Ústřední radě CČS jako svého tajemníka Karel Farský.
V letech 1922–1923 studoval na Faculté libre de theologie protestante de Paris, kde na základě úspěšné obhajoby disertační práce Le Proces de Jean Huss. Etude historique et dogmatique (Proces Jana Husa – studie historická a dogmatická) v roce 1923 získal doktorát teologie.
Po návratu z Paříže se opět stal farářem olomoucké náboženské obce, v srpnu 1924 – po tzv. pravoslavné krizi – byl diecézním shromážděním zvolen administrátorem moravské diecéze se sídlem v Olomouci, v letech 1925–1946 pak opětovně volen za olomouckého biskupa. Po rozhodnutí 2. zasedání I. řádného sněmu (1931) o zřízení diecéze pro Slovensko a Podkarpatskou Rus, byla mu nad tímto územím svěřena duchovní pravomoc (s přerušením v letech 1938–1945, kdy došlo na obou teritoriích k zákazu činnosti CČS a zabavení jejího majetku). Pečoval též o krajanskou náboženskou obec ve Vídni, kam zajížděl vykonávat bohoslužby (27. dubna 1930 je doložena první z nich).
Vzhledem ke své teologické erudici a mimořádnému rozsahu jeho biskupské práce patřil J. R. Stejskal k výrazným osobnostem na celocírkevní úrovni. Díky svým jazykovým předpokladům a kontaktům ve francouzských protestantských kruzích se stal jedním z nejbližších spolupracovníků prvního i druhého patriarchy CČS v oblasti navazování zahraničních ekumenických styků nové církve. Zúčastnil se stockholmské všeobecné křesťanské konference o životě a díle (1925), mírových konferencí Světové aliance pro přátelství mezi národy prostřednictvím církví (Haag 1927, Cambridge 1931), spolu s dalšími zástupci Církve československé se podílel na práci pokračovacího výboru Světové konference o víře a řádu (Lausanne 1927, 1937) i Světového svazu pro svobodné křesťanství a náboženskou svobodu, k jehož zakládajícím členům CČS tehdy patřila.
Aktivně přispěl k přípravám sněmovních předloh, např. formuloval text vlastního Kreda CČS a publikoval hojně v církevním tisku. V letech 1932–1934 se stal profesorem novozákonní vědy na Vysoké škole bohovědné CČS a jiných svobodných církví křesťanských v Praze.
Období okupace, odpovědný výkon biskupské služby a řada celoživotních aktivit spojených s dlouhodobým psychickým i fyzickým vypětím vedly k celkovému podlomení jeho zdraví a postupnému zhoršování srdeční choroby, které při návštěvě rodiny ve slovenském Prešově 18. září 1946 ve věku 52 let podlehl. Jeho popel je uložen v kolumbáriu Husova sboru v Olomouci.
ThDr. Josef Rostislav Stejskal patří mezi výrazné osobnosti zakladatelské generace Církve československé (husitské), jež zásadní měrou ovlivnily její budování a směřování v prvních třiceti letech existence.

## Dílo

### Spisy a statě
- Le Proces de Jean Huss. Etude historique et dogmatique. Paris 1923
- Světová konference církví pro jednotu (Faith and Order). Český zápas, 10, 1927, č. 33
- Československá církev a její styky zahraniční. Náboženská revue CČS 3/1931, s. 64–71, 127–134, 177–181
- Světový svaz pro svobodné křesťanství a náboženskou svobodu. Náboženská revue CČS 4/1932, s. 161–163
- Vývoj církevních a náboženských poměrů v Německu. Náboženská revue CČS 5/1933, s. 263–269
- Náboženské poměry a církev katolicko-evangelická ve Francii. Náboženská revue CČS 5/1933, s. 34–38, 80–85, 144–148, 335–338
- Vatikánská diplomacie, Německo a Itálie. Náboženská revue CČS 6/1934, s. 226–231
- Světová konference „Víra a řád“ (Faith and Order). Náboženská revue CČS 9/1937, s. 354–357

### Sborníky
- Vstupní přednášky profesorů na Vysoké škole bohoslovecké církve československé / Předneseny při zahájení přednášek dne 10. října 1932 (Gustav Adolf Procházka, Alois Spisar, Josef Rostislav Stejskal, Vilém Kloubek, Jan Plešinger, František M. Hník). Praha 1932

### Studie, eseje a články
- Byl publicisticky činný zejména v periodických tiskovinách Církve československé Český zápas, Náboženská revue CČS a v kalendáři Blahoslav.
- Spolu s profesorem Aloisem Spisarem redigoval třetí až sedmý ročník (1931–1939) tehdy již dvouměsíčníku Náboženská revue CČS.